# Waltham Cross
Pour les articles homonymes, voir Waltham.

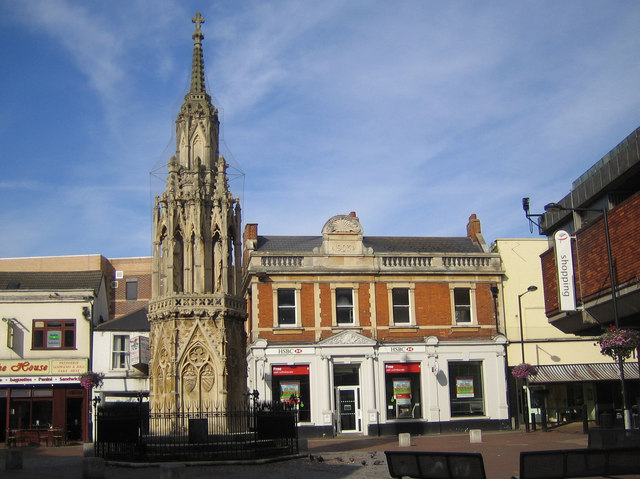
Croix de St Eleonor.

Waltham Cross est la ville la plus au sud-est du comté d'Hertfordshire en Angleterre. Elle fait partie du Greater London Urban Area et de la London commuter belt.

La ville abrite le Lee Valley White Water Centre, stade d'eau vive ayant été construit pour les épreuves de slalom de canoë-kayak aux Jeux olympiques d'été de 2012.